# Theadora Van Runkle
Pour les articles homonymes, voir Van Runkle et Runkle.
Theadora Van Runkle, née le 27 mars 1928 à Pittsburgh (Pennsylvanie) et morte le 4 novembre 2011 à Los Angeles (Californie) est une costumière américaine.

## Biographie
Theadora Van Runkle naît sous le nom de Dorothy Schweppe en 1928 à Pittsburgh (Pennsylvanie). Elle est fille illégitime de Courtney Bradstreet Schweppe (1885-1958), un membre de la famille des boissons Schweppes, et d'Eltsy Adair (1909-2005). Le couple ne reste pas ensemble et sa mère déménage en Californie alors que Dorothy était encore un bébé et se charge seule de l'élever,. 
Alors qu'elle a une vingtaine d'années, elle commence à s'appeler Theodora et devient illustratrice de mode dans un grand magasin. Pendant une courte période, elle travaille comme dessinatrice pour Dorothy Jeakins, une costumière primée aux Oscars. Elle ne travaille pour Jeakins que pendant un mois, mais peu de temps après son départ, Jeakins l'appelle et lui annonce qu'elle l'a recommandée pour travailler sur Bonnie and Clyde.
Elle meurt en 2011 à Los Angeles (Californie) d'un cancer du poumon.

## Filmographie
- 1967 : Bonnie et Clyde
- 1968 : Le Baiser papillon (I Love You, Alice B. Toklas!)
- 1968 : Bullitt
- 1969 : L'Arrangement (The Arrangement)
- 1969 : The Reivers
- 1970 : Myra Breckinridge
- 1971 : Johnny s'en va-t-en guerre (Johnny Got His Gun)
- 1973 : Ace Eli and Rodger of the Skies
- 1973 : Kid Blue
- 1974 : Mame
- 1974 : Le Parrain 2 (The Godfather: Part II)
- 1976 : Nickelodeon de Peter Bogdanovich
- 1977 : New York, New York
- 1978 : Same Time, Next Year
- 1978 : Le ciel peut attendre
- 1979 : Un vrai schnock (The Jerk)
- 1981 : S.O.B.
- 1982 : La Cage aux poules (The Best Little Whorehouse in Texas)
- 1983 : Wizards and Warriors (série télévisée)
- 1984 : New York Cowboy, aussi Le Vainqueur, (Rhinestone)
- 1986 : Peggy Sue s'est mariée  (Peggy Sue Got Married) de Francis Ford Coppola
- 1988 : Wildfire
- 1988 : Everybody's All-American
- 1989 : Troop Beverly Hills
- 1990 : Stella
- 1991 : La Femme du boucher (The Butcher's Wife)
- 1992 : The Godfather Trilogy: 1901-1980 (vidéo)
- 1992 : En toute bonne foi (Leap of Faith) de Richard Pearce
- 1995 : Kiss of Death
- 1995 : White Dwarf (téléfilm)
- 1997 : Le Dernier Parrain (The Last Don) (mini-série télévisée)
- 1998 : Goodbye Lover
- 1998 : I'm Losing You
- 1999 : That Championship Season (TV)